# L'Enlèvement d'Orithye par Boreas
L'Enlèvement d'Orithye par Boreas est un tableau réalisé en 1620 par le peintre flamand Pierre Paul Rubens, conservé à l'Académie des Beaux-Arts de Vienne. Il a pour sujet le rapt de la princesse grecque Orithye par le dieu du vent Boreas.

## Mythe
Dans la mythologie grecque, Borée (ou Boreas) est la personnification du Vent du nord. Il est connu pour avoir enlevé la princesse athénienne Orithye alors qu'elle dansait sur les bords de l'Ilissós, fleuve qui arrose Athènes. Emmenée en Thrace, elle lui donna deux fils, Calaïs et Zétès, surnommés « les Boréades » d'après le nom de leur père, et deux filles, Cléopâtre et Chioné.